# Филимонов, Геннадий Валентинович
Геннадий Валентинович Филимонов (род. 21 сентября 1962) — советский и российский футболист (защитник и полузащитник).

## Карьера
Первая команда мастеров — тульский ТОЗ/«Арсенал» из второй лиги (1983—1987). В тульской команде был ведущим защитником. 1988 год провёл в липецком «Металлурге». В следующем году играл за дублирующие составы московских «Торпедо» и «Локомотива», под конец сезона перешёл в новороссийский «Цемент», в котором провёл и следующие два года. В конце 1991 года вернулся в «Локомотив», за который в этом и следующем чемпионатах отыграл по три игры.
В июле 1992 перешёл в «Торпедо», за которое до 1994 года провёл 42 игры и забил 1 гол. Вместе с автозаводцами завоевал Кубок России в 1993. На следующий год получил травму, из-за которой потерял место в основе. В дальнейшем играл за команды низших лиг. Последний клуб — «Спартак» Йошкар-Ола из КФК (1999).
По состоянию на июнь 2020 года работает водителем такси в Москве.

## Достижения
- Обладатель Кубка России: 1992/1993